# Astragalus jiuquanensis
Astragalus jiuquanensis är en ärtväxtart som beskrevs av S.B.Ho. Astragalus jiuquanensis ingår i släktet vedlar, och familjen ärtväxter. Inga underarter finns listade i Catalogue of Life.